# 貝普安特 (加利福尼亞州)
貝普安特（英語：Bay Point）是位於美國加利福尼亞州康特拉科斯塔縣的一個人口普查指定地區。

## 地理
貝普安特的座標為38°01′45″N 121°57′42″W / 38.02917°N 121.96167°W，而該地最高點為海拔高度27米（即89英尺）。

## 人口
根據2010年美國人口普查的數據，貝普安特的面積為19.17平方千米，當中陸地面積為17.04平方千米，而水域面積為2.13平方千米。當地共有人口21349人，而人口密度為每平方千米1,113人。